# Кретовцы
Кретовцы (укр. Кретівці) — село в Збаражской городской общине Тернопольского района Тернопольской области Украины.
Код КОАТУУ — 6122485601. Население по переписи 2001 года составляло 303 человека.
До 2020 года входило в Збаражский район.

## Географическое положение
Село Кретовцы находится у истоков безымянного притока реки Гнезна Гнилая,
ниже по течению примыкает село Грицевцы.

## История
- 1463 год — дата основания.

## Объекты социальной сферы
- Школа I—II ст.
- Клуб.
- Фельдшерско-акушерский пункт.